# Duplachionaspis welwitschiae
Duplachionaspis welwitschiae är en insektsart som beskrevs av Williams 1955. Duplachionaspis welwitschiae ingår i släktet Duplachionaspis och familjen pansarsköldlöss.
Artens utbredningsområde är Angola. Inga underarter finns listade i Catalogue of Life.